# 若菜太喜
若菜 太喜（わかな たいき、1992年12月5日 - ）は、日本の俳優・タレント。
愛知県出身。2010年に名古屋を拠点とするボーイズグループ・BOYS AND MENに加入してデビュー。同グループ在籍時はその運営事務所であるフォーチュンエンターテイメントに所属した。2016年にBOYS AND MENを脱退。3年近くのブランクを経て、主に舞台俳優としてフリーランスで活動する。身長は180cm、血液型はB型。弟はジュノン・スーパーボーイ・アナザーズの元メンバーでタレントの若菜元貴。

## 略歴
高校3年時の2010年、BOYS AND MENの定期公演が始まった後に加入した。加入日は自身が「11月27日」と言及している。きっかけは、「父親がたまたま飲み屋で一緒になったBOYS AND MENのスタッフと意気投合して、メンバーを募っていることを教えられて、興味を持ってオーディションを受けた」という経緯がある。加入時の公演『ストレートドライブ!』では基本的に端役、楽曲パフォーマンスも「4列目か5列目」というポジションであったが、キャストとして舞台に出演する機会も得ている。2012年2月に派生ユニット・誠の一員となり、公演が変わるごとにキャストに就けるようにもなって、BOYS AND MENのメインメンバーの1人となった。メンバーカラーはオレンジで、「たいちゃん」・「わかちゃん」といった愛称で呼ばれる。「太陽のスマイルボーイ」というキャッチフレーズを持ち、他のメンバーからも明るいムードメーカー的な存在として認められていた。
BOYS AND MENとしてライブ・イベントやメディア出演などで活動を続けていた中、2015年12月に、持病のアレルギー性皮膚炎が悪化したことにより休業に入った。それから活動に復帰することなく、2016年3月に「役者になりたいという気持ちが強くなった」という理由により、同月末日付けでBOYS AND MENから脱退してフォーチュンエンターテイメントを退所した。シングル『Wanna be!』が最後に参加したディスコグラフィとなり、主演した「研修医」を含むBOYS AND MENのオムニバスドラマ『キスのカタチ』は脱退後に公開された。
BOYS AND MEN脱退後は、表立った活動を離れた「充電期間」を設けた。2018年4月にインスタグラムを開設して、アメリカで英語を学ぶ学生生活を送っていることを明かした。俳優を目指すために12月に愛知から上京して、舞台俳優として芸能活動を再開する。2019年に『SORAは青い』など舞台出演を重ねて、5月に『恋するアンチヒーロー』で初の単独主演を務めた。以後、舞台共演の続いた緑川睦が所属する演劇ユニット・UZRの客演や、元U-KISSのケビンによるバラエティ番組『KEVIN王子様』のレギュラー、ゲームと連動した2.5次元舞台『SHINOBI NOW!!』のキャスト、などで活動する。
2020年3月、『SORAは青い』の劇中で米原幸佑・八島諒と結成したボーカルユニット・The Sky's The Limitとして、シングル『青く遠く』でヤマハミュージックコミュニケーションズからメジャー・デビューした。同月に2作目の主演舞台『ニューロストレガシー』が上演される予定であったが、新型コロナウィルス感染症流行の影響から無期限延期となった。

## 出演

### 舞台
- ストレートドライブ!（2011年） - 斉藤 役ほか[7]
- ホワイト☆タイツ（2011年）
- ホワイト☆タイツII（2012年） - 大場翔太 / ロレンス 役[23]
- RETURNER（2013年） - 斎藤一 役ほか[24]
- 平成時代劇 片肌☆倶利伽羅紋紋一座「ざ☆くりもん」 『六道追分』『浮世行脚』（2019年）
- SORAは青い（2019年） - 道真 役[25]
- 彼は誰時の桜（2019年）[26]
- 恋するアンチヒーロー（2019年） - 真中 役
- FATALISM ≠ Another story（2019年） - 柏木光流 役[27][28]
- ご町内デュエル（2019年） - 管理人 役[16]
- 5分後を変えろ!! 〜砂時計がもたらす奇跡〜（2019年）[29]
- GIFT（2019年）[30]
- クリスマスができるまで（2019年）[31]
- SHINOBI NOW!!（2020年） - 大蛇丸 役[32]
- Flying Trip vol.18「ギミトリックバード」（2022年7月13日 - 21日、こくみん共済 coop ホール / スペース・ゼロ）[33]
- SUPERNOVA「泡沫の空に光を飛ばした」（2024年） - 獅子倉瑞樹 役[34]
- NOVA.companyプロデュース「ISHIN-医新-」（2025年公演予定）[35]

### テレビドラマ
- 明日の光をつかめ -2013 夏-（2013年、東海テレビ）[36]
- なぜ東堂院聖也16歳は彼女が出来ないのか?（2014年、メ〜テレ） - 中村 役
- ミステリなふたり 第2話（2015年、メ〜テレ） - 住ノ江稔 役[36]

### その他のテレビ番組
- ゴゴスマ -GO GO!Smile!-（2014年 - 2015年、CBCテレビ） - 「ヤンキー体操」→「ボイメン体操」メンバー[36]
- ボイメン体操（2015年 - 2016年、CBCテレビ）

### 映画
- A.F.O 〜All for one〜（2014年）[36]
- サムライ・ロック（2015年） - 池田弘樹 役
- 復讐したい（2016年） - 稲葉信也 役

### 配信

#### ドラマ
- 学園のクローバー（2013年）[36]
- キスのカタチ「研修医」（2016年） - 啓太 役[37]

#### バラエティ
- KEVIN王子様（2019年 - 、dTVチャンネル） - 秘書官役[19]

### ゲーム
- SHINOBI NOW!!（2020年）大蛇丸 役[32]

## 作品
シングル
- The Sky's The Limit 『青く遠く』（2020年、ヤマハミュージックコミュニケーションズ）